# 110393 Rammstein
110393 Rammstein è un asteroide della fascia principale. Scoperto nel 2001, presenta un'orbita caratterizzata da un semiasse maggiore pari a 2,7116340 UA e da un'eccentricità di 0,0852315, inclinata di 12,16057° rispetto all'eclittica.
L'asteroide è dedicato all'omonimo gruppo metal tedesco.